# Kathrin Weßel
Kathrin Andrea Weßel, z domu Ullrich (ur. 14 sierpnia 1967 w Annaberg-Buchholz) – niemiecka lekkoatletka specjalizująca się w biegach długodystansowych, trzykrotna uczestniczka letnich igrzysk olimpijskich (Seul 1988, Barcelona 1992, Atlanta 1996). W czasie swojej kariery reprezentowała również Niemiecką Republikę Demokratyczną.

## Sukcesy sportowe
- czterokrotna złota medalistka mistrzostw NRD w biegu na 3000 metrów (1987, 1988, 1989, 1990)[1]
- czterokrotna złota medalistka mistrzostw NRD w biegu na 10 000 metrów (1987, 1988, 1989, 1990)[2]
- trzykrotna medalistka halowych mistrzostw NRD w biegu na 3000 metrów – złota (1988), srebrna (1987) oraz brązowa (1984)[3]
- brązowa medalistka mistrzostw Niemiec w biegu na 5000 metrów (1997)[4]
- sześciokrotna złota medalistka mistrzostw Niemiec w biegu na 10 000 metrów (1991, 1992, 1993, 1994, 1995, 1996)[5]
- dwukrotna złota medalistka mistrzostw Niemiec w biegu maratońskim (1994, 2002)[6]

| Rok  | Miasto   | Zawody               | Konkurencja      | Wynik         |
| ---- | -------- | -------------------- | ---------------- | ------------- |
| 1987 | Rzym     | mistrzostwa świata   | bieg na 10 000 m | brązowy medal |
| 1988 | Seul     | igrzyska olimpijskie | bieg na 10 000 m | 4. miejsce    |
| 1990 | Split    | mistrzostwa Europy   | bieg na 10 000 m | srebrny medal |
| 1991 | Tokio    | mistrzostwa świata   | bieg na 10 000 m | 4. miejsce    |
| 1994 | Helsinki | mistrzostwa Europy   | bieg na 10 000 m | 4. miejsce    |
| 1995 | Göteborg | mistrzostwa świata   | bieg na 10 000 m | 10. miejsce   |

## Rekordy życiowe
- bieg na 1500 metrów (hala) – 4:06,19 – Turyn 10/02/1988
- bieg na 3000 metrów – 8:44,81 – Helsinki 30/06/1988
- bieg na 3000 metrów (hala) – 8:41,79 – Wiedeń 13/02/1988 (były rekord Niemiec)
- bieg na 5000 metrów – 14:58,71 – Berlin 10/09/1991
- bieg na 5000 metrów (hala) – 15:22,71 – Berlin 04/02/1990
- bieg na 10 000 metrów – 31:03,62 – Frankfurt nad Menem 30/06/1991 (do 2021 rekord Niemiec)
- bieg na 10 kilometrów – 32:29 – Paderborn 15/04/2001
- półmaraton – 1:10:47 – Berlin 08/04/1994
- maraton – 2:28:27 – Berlin 30/09/2001